# Kirkby
Kirkby è una cittadina di 40.472 abitanti della contea del Merseyside, in Inghilterra.